# Pitchipoï
Pour les articles homonymes, voir Pitchi Poï (homonymie).

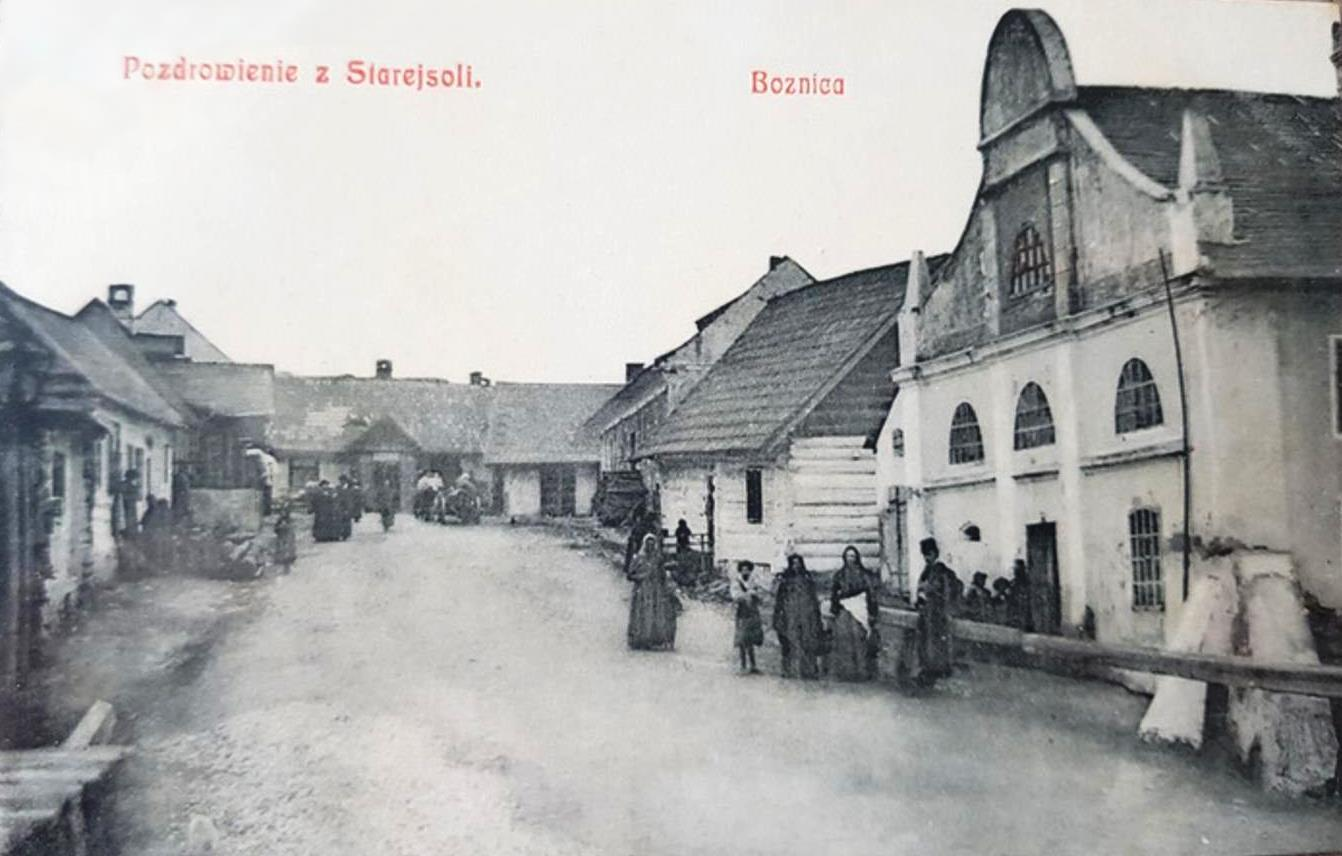
Semblable à beaucoup d'autres, un shtetl de Galicie orientale, ici Starasól et sa rue centrale avant la Première Guerre mondiale.

Pitchi poï, en yiddish פיטשי פוי, est un idiomatisme de la langue des Ashkénazes qui désigne une campagne perdue. Il est employé depuis le début de la Shoah pour nommer les camps d'extermination nazis. C'est en ce sens que l'expression, écrite en un seul mot, est depuis entrée dans le lexique des langues véhiculaires.

## Un lieu sans nom
Pitchi poï signifie en yiddish littéralement trou perdu, c'est-à-dire un tout petit hameau de rien du tout, seulement quelques maisons, un shtetl si pauvre qu'il n'y a pas de rabbin de la moindre renommée, qu'aucune marieuse ne voudrait s'y rendre. L'expression pourrait se traduire par « le pays de nulle part ». C'est l'équivalent du diable Vauvert. פיטשי [pit͡ʃi] désigne le coup ou la trace du coup, laissée par un marteau par exemple, un trou donc. Le mot est une substantivation du phononyme allemand pitsch !. פוי, [poi] ou [foi], est une interjection qui signifie pouah !, pfui ! en allemand.
Leizer Ran, archiviste au YIVO, expose que le mot a été popularisé par une comptine qui a été écrite, ou transmise, par Moishe Broderzon (en) et qui était chantée dans les jardins d'enfants du Yiddishland avant ou pendant la Première Guerre mondiale. La chansonnette, In a stetelè Pitiè Poï, a été recueillie dans l'immédiat après guerre par Ruth Rubin auprès d'un immigrant de Varsovie installé dans le Bronx. Pitchipoï y est le signifiant d'un lieu insignifiant, l'allégorie d'un village imaginaire mais un village de misère.

## Un lieu innommable

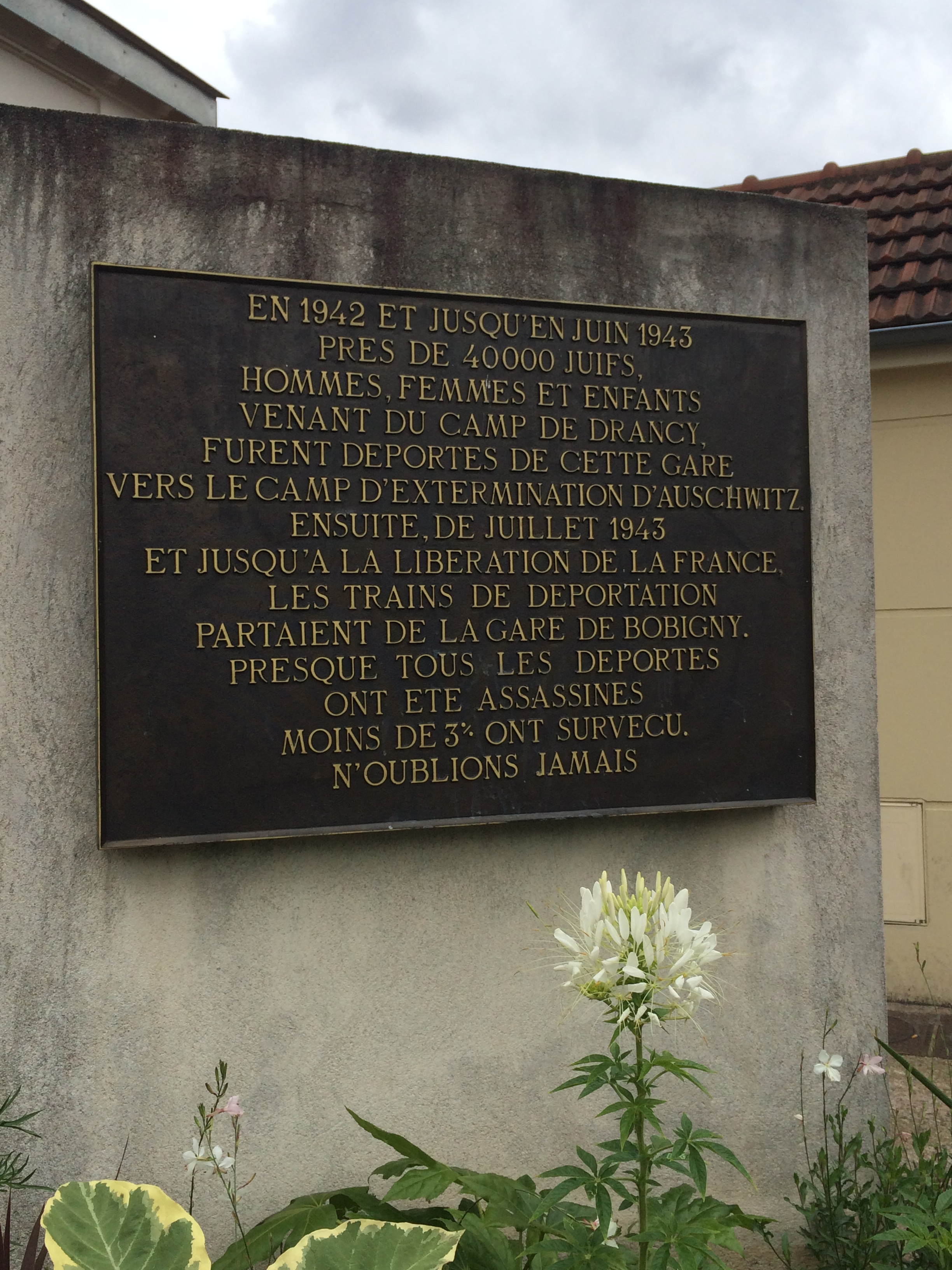
Plaque érigée en 1993 et aujourd'hui posée à droite de l'entrée principale de la gare du Bourget Drancy, place des Déportés, au point de départ pour Pitchipoï.

La métonymie est employée durant la Seconde Guerre mondiale, non sans un certain humour noir, par des Juifs de France et d'ailleurs pour désigner la destination inconnue, mystérieuse et redoutable des convois de déportés, là-bas, quelque part, très loin « vers l'est ». Ce néologisme se retrouve dans la bouche des enfants qui ont été internés, selon les accords Oberg-Bousquet, dans le camp de Drancy à la suite des arrestations inaugurées par la rafle du Vel d'Hiv, celles qui, sans plus masquer le plan génocidaire, n'épargnent plus ni les enfants, ni les femmes, ni les vieillards. L'un de ces enfants, détenu à l'âge de six ans dans la cité de la Muette durant les dernières semaines de 1942, témoigne.

« Plus tard seulement, je sus qu'il revenait de ce lieu que nous appelions Pitchipoï, et dont le véritable nom était Auschwitz-Birkenau »

— Jean-Claude Moscovici, Voyage à Pitchipoï.
 

Le chef de la Gestapo Heinrich Himmler a en effet délibérément organisé les arrestations de façon que les familles soient tenues dans l'incertitude. L'effet recherché, et obtenu, est en même temps d'occulter ce qui pourrait provoquer une résistance, de terroriser, de créer une situation d'ignorance, et donc d'impuissance, face à un danger. Pitchipoï devient alors la réponse ironique à l'« anus mundi », parodie sinistre de l'Agnus Dei et moment final de l'Anno Mundi théorisés par les nazis, le nom du « trou du cul du monde » où devraient finir ceux que leur entreprise de déshumanisation vise à réduire à l'état de déchet. 

« [...] un lieu nommé Pitchipoï [...] nom d'un lieu hors la loi, d'un lieu expulsé par l'anus hors du corps de la loi humaine, où cette loi n'opère plus, excrément inouï, sans nom jusqu'alors [...] »

— Henri Raczymow, Un cri sans voix.

### Sources
1. ↑  R. Rubin, Jewish Life "The Old Country", coll. Folkways records, no FS 3801, Folkways Records & Service Corp., New York, 1958.
2. ↑  Leizer Ran, in Di goldéné Keyt, 1983.
3. ↑  L. Ran, trad. (fr) Aby Wieviorka, « Pourquoi "Pitchipoï". Biographie d'une chanson populaire. », in Pardès, 1992.
4. ↑  Ruth Rubin Legacy
5. ↑  H. Hatzfeld & P. Facchinetti, « Ancienne gare de déportation de Bobigny. Cité de la Muette. Mémorial de Drancy. Quelle patrimonialisation ? Visite-débat. », IPAPIC, Paris, 2 juillet 2013.
6. ↑  Mary Lowenthal Felstiner (en), To Paint Her Life Charlotte Salomon in the Nazi Era., p. 197–199, HarperCollins, New York, 1994  (ISBN 0060171057)
7. ↑  J. C. Moscovici, Voyage à Pitchipoï, Paris, L'École des Loisirs, coll. « Medium », 1995.
8. ↑  W. Kielar, Anus mundi : cinq ans à Auschwitz, Robert Laffont, Paris, 1980.
9. ↑  H. Raczymow, Un cri sans voix, Paris, Gallimard, 1985.